# Pierre Havelange
Pierre Havelange (Marche-en-Famenne, 12 juli 1926 - Brussel, 20 december 2003) was een Belgisch volksvertegenwoordiger.

## Levensloop
Havelange promoveerde tot in 1949 tot doctor in de rechten aan de ULB en vestigde zich als advocaat in Brussel. Hij was ook oorlogsvrijwilliger.
Van 1964 tot 1968 was hij voor de PLP gemeenteraadslid van Sint-Joost-ten-Node. Hij stapte toen over naar het Front des Francophones (FDF) en werd voor deze partij in 1968 verkozen tot lid van de Kamer van volksvertegenwoordigers voor het arrondissement Brussel. Hij vervulde dit mandaat tot in 1981. Hij keerde toen naar de Franstalige liberale partij PRL terug. Tijdens zijn mandaat zetelde hij ook in de Cultuurraad voor de Franse Cultuurgemeenschap en opvolger de Raad van de Franse Gemeenschap.
In 1972 werd hij schepen van Financiën van de Brusselse Agglomeratie en behield dit mandaat tot in 1984. Hij werd toen voorzitter van de Brusselse Investeringsmaatschappij en leidde deze instelling tot in 1990.

## Publicaties
- Racisme à Bruxelles
- La révolution inaperçue - De l'immigration à l'intégration.